# Studnia Trzech Braci
Studnia Trzech Braci – istniejąca prawdopodobnie od średniowiecza studnia miejska w Cieszynie. Obecnie zabezpieczona żeliwną, neogotycką altaną z 1868 roku, mającą stanowić pamiątkę legendarnego spotkania przy studni trzech braci – założycieli Cieszyna. Jeden z symboli miasta Cieszyna.

## Podanie o założeniu Cieszyna
Tekst (jego łacińska wersja jest chronostychem) znajdujący się na altanie Studni Trzech Braci głosi:

Roku 810 wiaropodobne założenie miasta Cieszyna przez synów Leszka III, króla polskiego. Trzej bracia książęta, Bolko, Leszko i Cieszko, zeszli się po długiej wędrówce przy tem źródle i ciesząc się zbudowali na pamiątkę miasto, które miano Cieszyn otrzymało.

Nie jest znany okres, w jakim powstało podanie o założeniu Cieszyna, wielu historyków wskazuje jednak, że mogło ono powstać w połowie XIX wieku, po okresie Wiosny Ludów, w środowisku polskich działaczy narodowych na Śląsku Cieszyńskim. Podanie to miało wskazywać, że nazwa miasta wywodzi się od polskiego słowa „cieszyć”.
Współcześni naukowcy są zgodni, że zarówno samo podanie, jak i ten sposób wywodzenia nazwy Cieszyna są mało prawdopodobne. Mimo tego za symboliczną datę powstania miasta, zgodnie z powyższym podaniem, przyjmuje się rok 810. W rzeczywistości data powstania miasta trudna jest do ustalenia, bowiem najstarsze znane wzmianki pisemne o Cieszynie pochodzą z roku 1155, a badania archeologiczne wskazują na znacznie starsze ślady osadnictwa na terenie dzisiejszego miasta. Ponadto niektórzy za początek istnienia Cieszyna uważają założenie przez plemię Gołęszyców grodu zwanego Starym Cieszynem bądź Cieszyniskiem, który znajdował się kilka kilometrów na północ od dzisiejszego centrum miasta.

## Historia studni
Studnia służyła już prawdopodobnie w średniowieczu i zaopatrywała mieszkańców i pobliski browar mieszczański w wodę. Trudno stwierdzić, od kiedy kojarzono ją z podaniem o założeniu Cieszyna i od kiedy nosi imię Trzech Braci. Jednak już w połowie XIX wieku z inicjatywy Pawła Stalmacha studnia została odnowiona, a w 1868 roku zabezpieczona żeliwną altaną, specjalnie w tym celu odlaną w hucie w Trzyńcu. Altana zbudowana została w formie wysokiego na ok. 3 metry graniastosłupa o podstawie sześciokątnej i częściowo ażurowych ścianach bocznych. Została nakryta blaszanym, ostrosłupowym daszkiem. Trzy ściany są zamknięte, pozostałe otwarte, wsparte na żeliwnych filarach. Wewnątrz umieszczono tablice z tekstem podania w językach polskim, łacińskim i niemieckim. Po II wojnie światowej pozostały tylko napisy polski i łaciński, natomiast niemiecki zakryto okolicznościową płaskorzeźbą, dziełem cieszyńskiego rzeźbiarza Jana Raszki.
Po remoncie w 2023 roku na ścianach studni ponownie znajdują się trzy oryginalne napisy.
Od czasu zbudowania altany Studnia Trzech Braci stała się jednym z symboli miasta i jest chętnie odwiedzana przez zwiedzających Cieszyn turystów. Studnia znajduje się przy stromej, brukowanej kocimi łbami uliczce Trzech Braci (pomiędzy ulicami Śrutarską i Sejmową).